# Castello Eggenberg
Schloß Eggenberg è il castello barocco più famoso e importante della Stiria, in Austria.
Il castello si trova alla periferia occidentale della città di Graz. Oggi fa parte del Museo regionale della Stiria (Landesmuseum Joanneum).
A Eggenberg si può visitare il giardino inglese, l'interno del castello, la pinacoteca, la collezione numismatica e il lapidario.

## Il castello

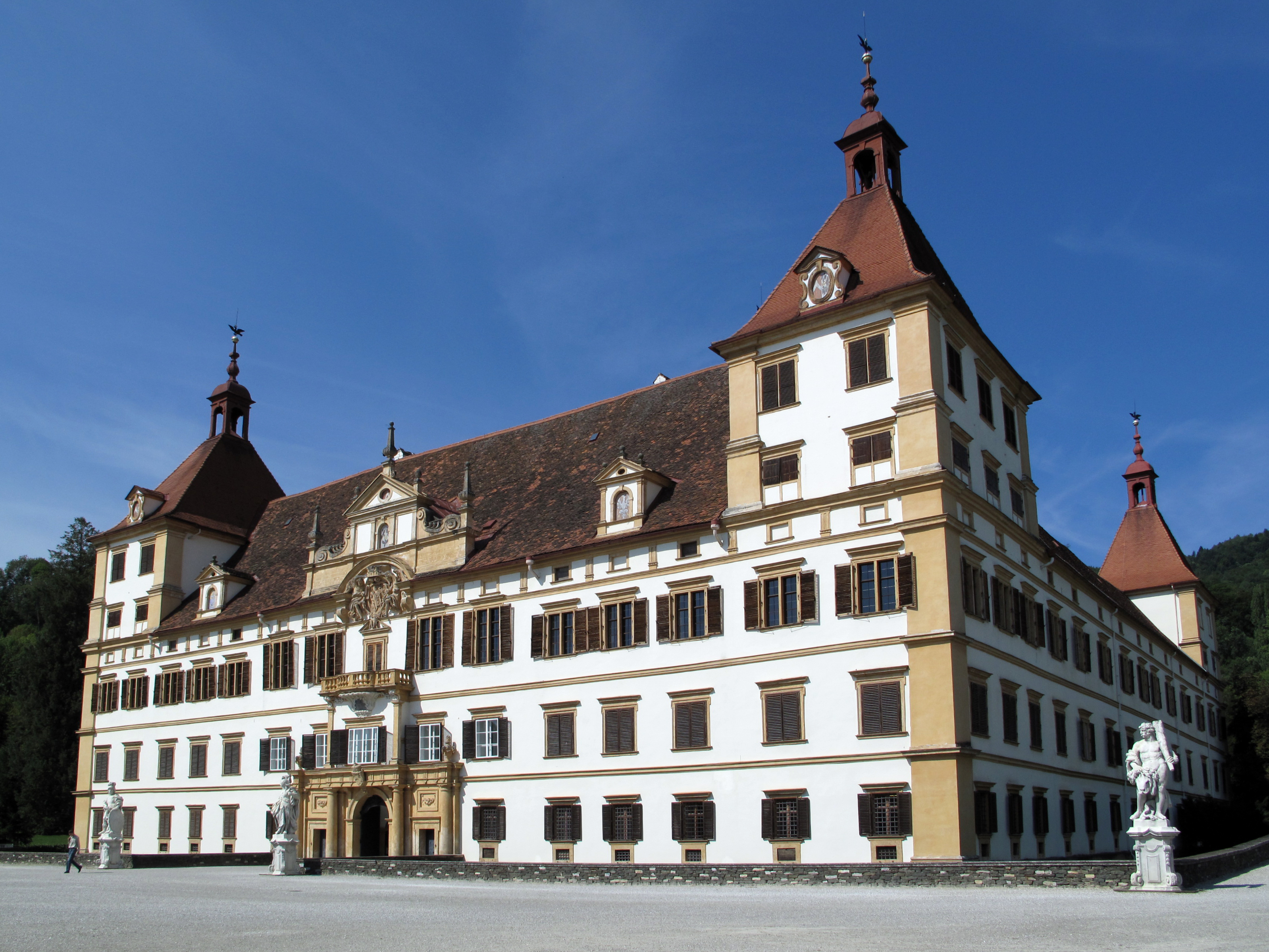
La facciata del castello.

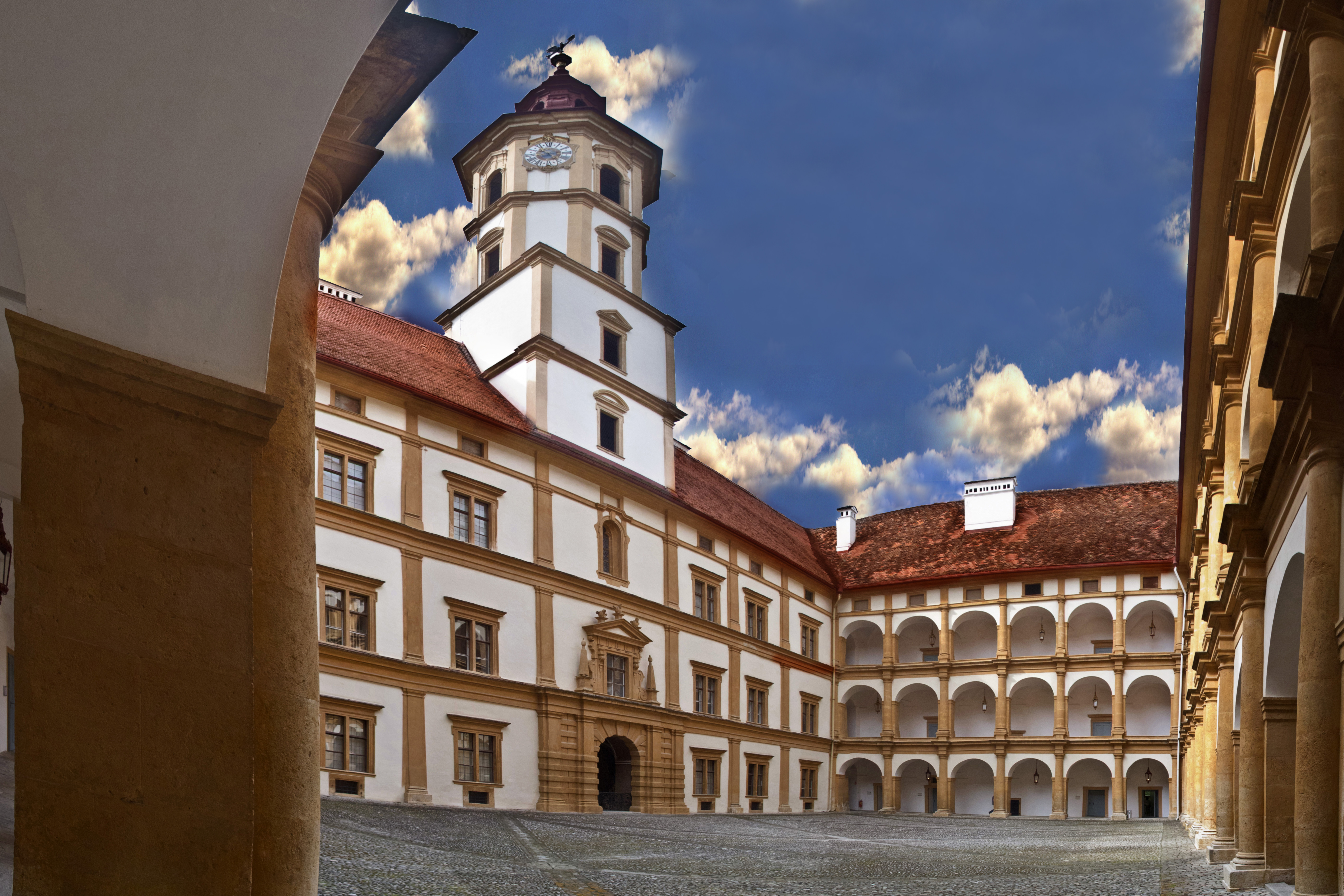
Il Cortile interno.

Il committente del palazzo fu il principe Hans Ulrich von Eggenberg (1568-1634)
che nel 1625 l'Imperatore elevò da Barone alla dignità di Principe, senza dotarlo però del diritto di voto alla Dieta Imperiale, in quanto non ancora in possesso di un territorio direttamente soggetto all'Impero.
Il maestoso castello, eretto da Giovanni Pietro de Pomis secondo il modello dell'Escorial spagnolo e del palazzo Thiene, fu espressione della posizione potente e allo stesso tempo espressione simbolica del pensiero umanista proprio dal principe.

Egli ordinò la costruzione del castello come riproduzione architettonica dell'universo secondo le idee filosofiche sull'armonia cosmica divulgate dagli studiosi del tempo come Keplero o Giordano Bruno.
La costruzione fu l'utopia perfetta di un luogo ideale in cui tutto avrebbe dovuto trovare il suo posto giusto. Nel castello e nell'arredamento interno trovano espressione simbolica il passare del tempo, la meccanica celeste, la gerarchia terrestre, la forza della fede, la storia universale, nonché le idee alchimistiche e astrologiche concernenti la struttura misteriosa dell'universo.
L'edificio venne progettato e iniziato nel 1625 dal De Pomis, che ne portò avanti la costruzione fino alla sua morte nel 1631. Per i due anni successivi il cantiere sarà diretto dal fiammingo Laurenz van de Syppei. In seguito, l'involucro esterno, venne portato a termine da Pietro Valnegro e Antonio Pozzo nel 1635-36. Dal 1641 al 1646 si prosegue con l'allestimento degli interni e fra il 1666 e il 1685 si esegue la fastosa decorazione barocca delle sale.
Il conte Johann Leopold Herberstein, marito dell'ultima principessa Eggenberger, intraprese una completa ristrutturazione del castello fra il 1754 e il 1762 secondo, l'allora in voga, stile rococò. In particolare si intervenne sul mobilio e le sale dell'ala nord, rivestite di boiserie . L'intervento più massiccio si deve all'architetto Joseph Hueber, allievo di von Hildebrandt, che demolì il teatro per costruirvi la cappella del castello.

## Il piano nobile

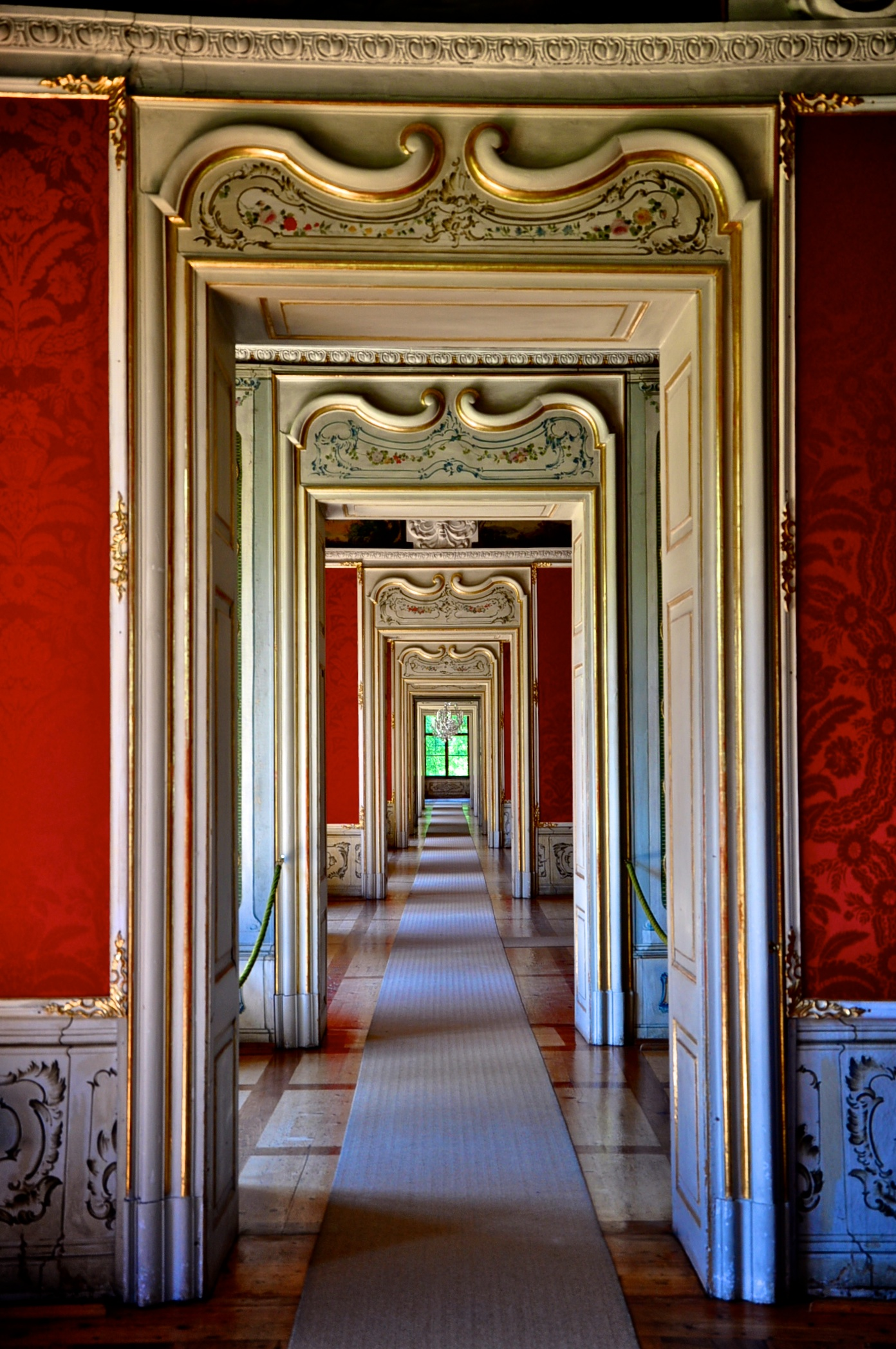

Il piano nobile, formato da 24 stanze fastose con ricco arredamento originale, possiede un ciclo formato da più di 600 dipinti racchiusi da sofisticate cornici di stucco, il più vasto di tutto il paese. Si tratta di un pot-pourri barocco della storia universale in cui appaiono contemporaneamente scene della mitologia classica, scene bibliche, eventi memorabili della civiltà occidentale e fiabe orientali.

L'arredamento della stanze, un insieme prezioso di decorazioni murali, stufe e mobili, risale a un periodo più tardo, il rococò. Dopo l'estinzione dei principi di Eggenberg nel 1717, l'arredamento fu infatti commissionato, tra il 1758 e il 1765, dai nuovi signori del castello, la famiglia Herberstein.

Di particolare bellezza sono, oltre alle tre stanzette in stile orientale con dipinti cinesi su seta e con quadri giapponesi su carta, le cinque stanze con rivestimenti murali del pittore Johann Anton Baptist Raunacher. Tali rappresentazioni mostrano la società del tempo che si dedica ai suoi divertimenti preferiti: la caccia, il gioco d'azzardo, il teatro, la vita in campagna.

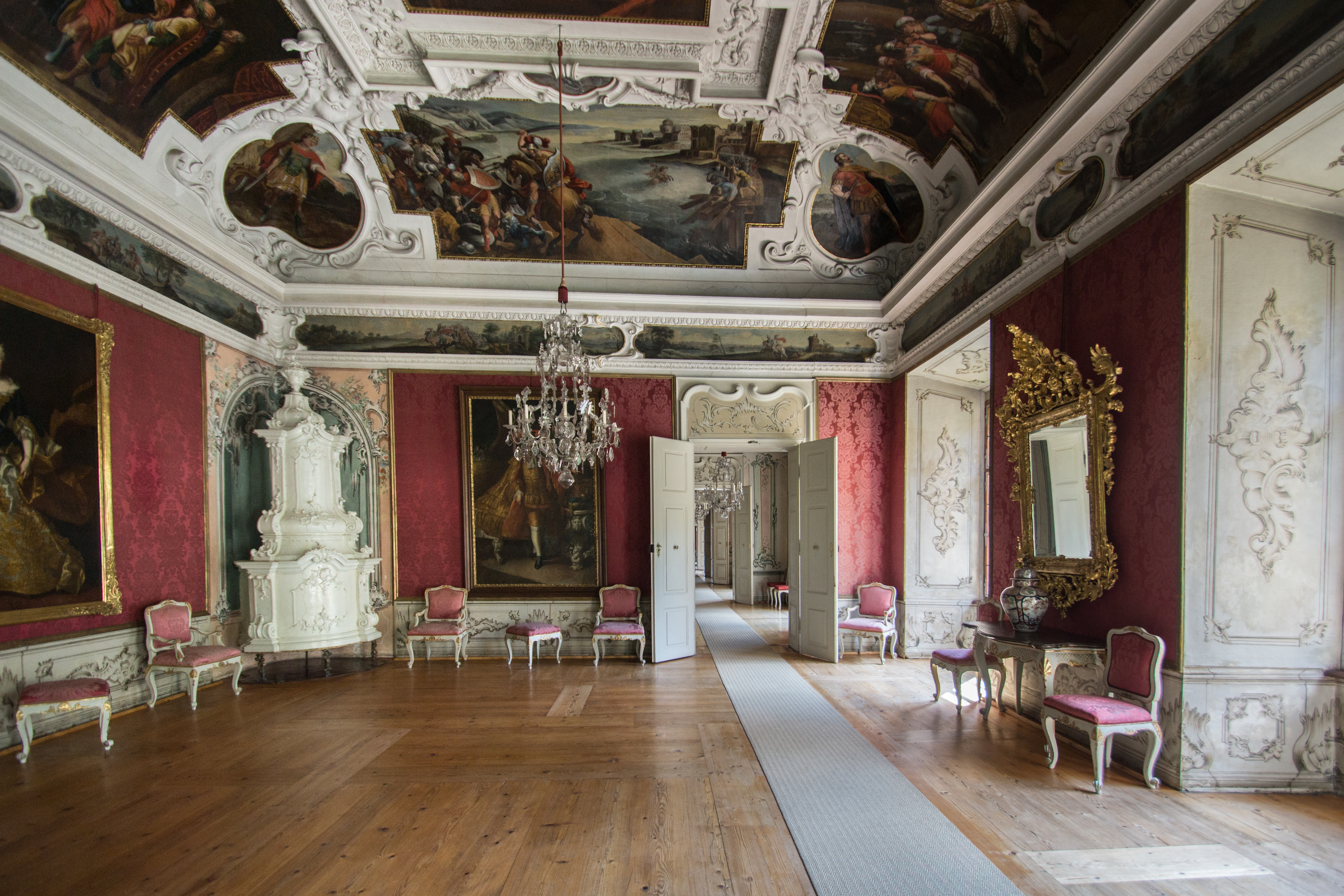
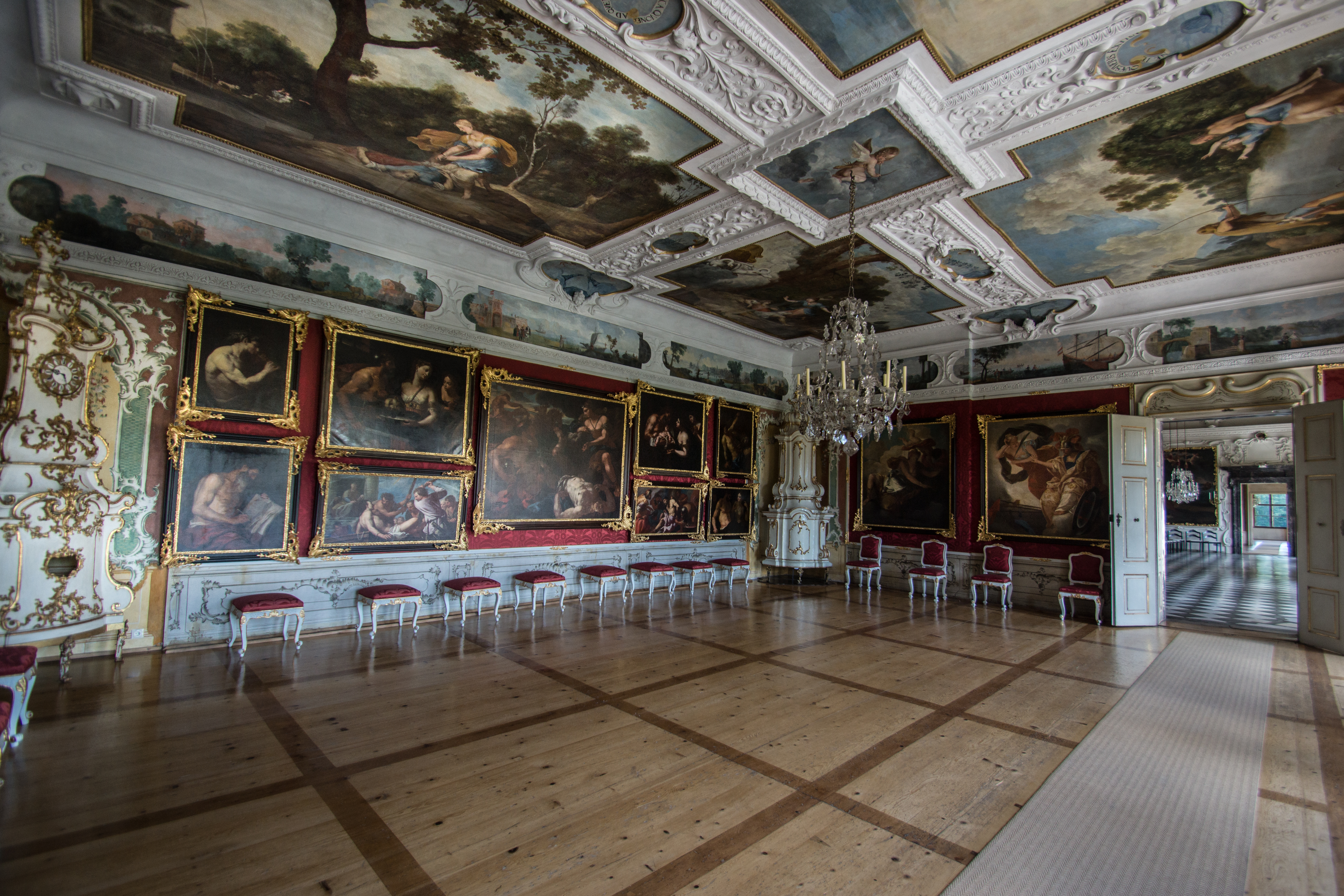
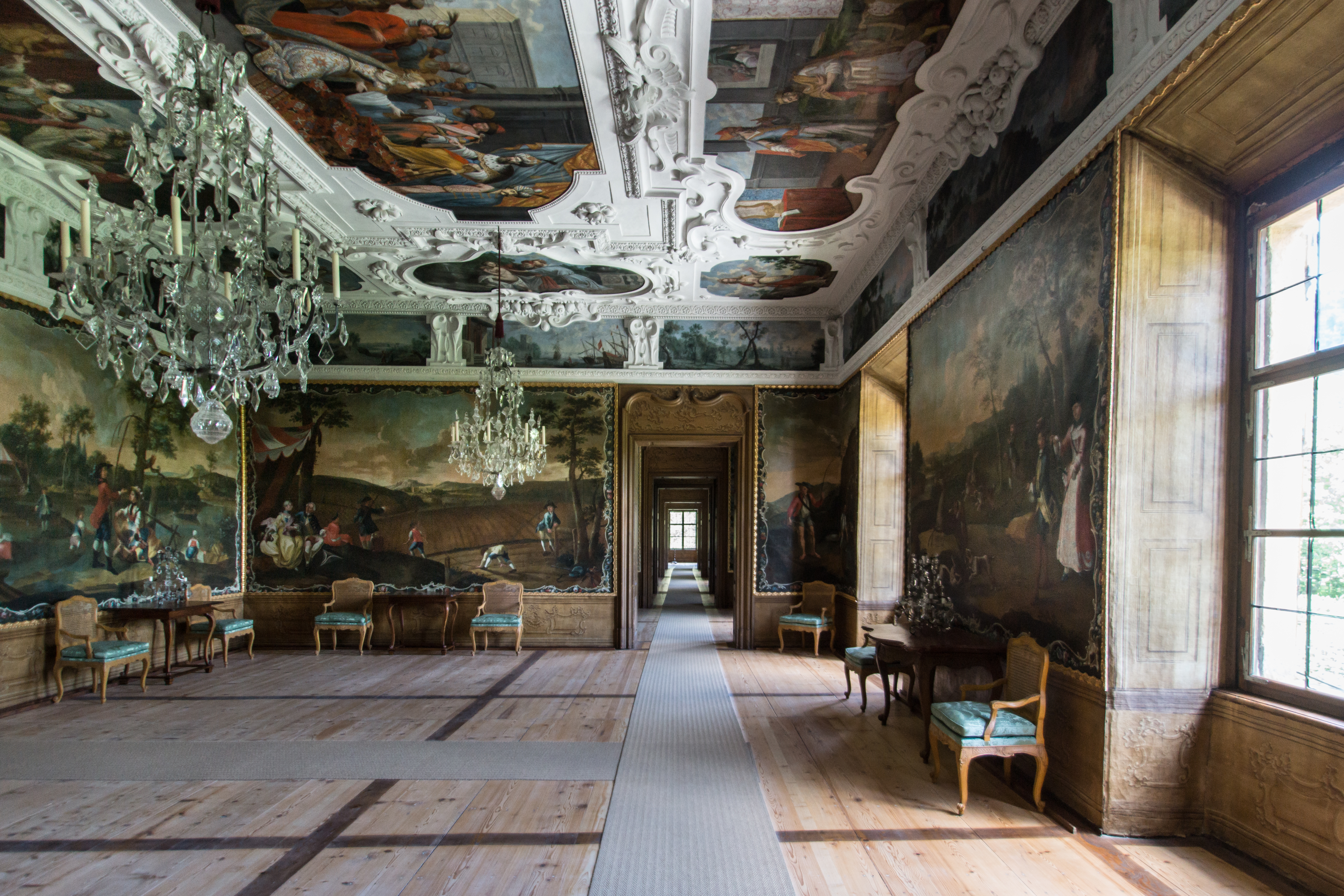
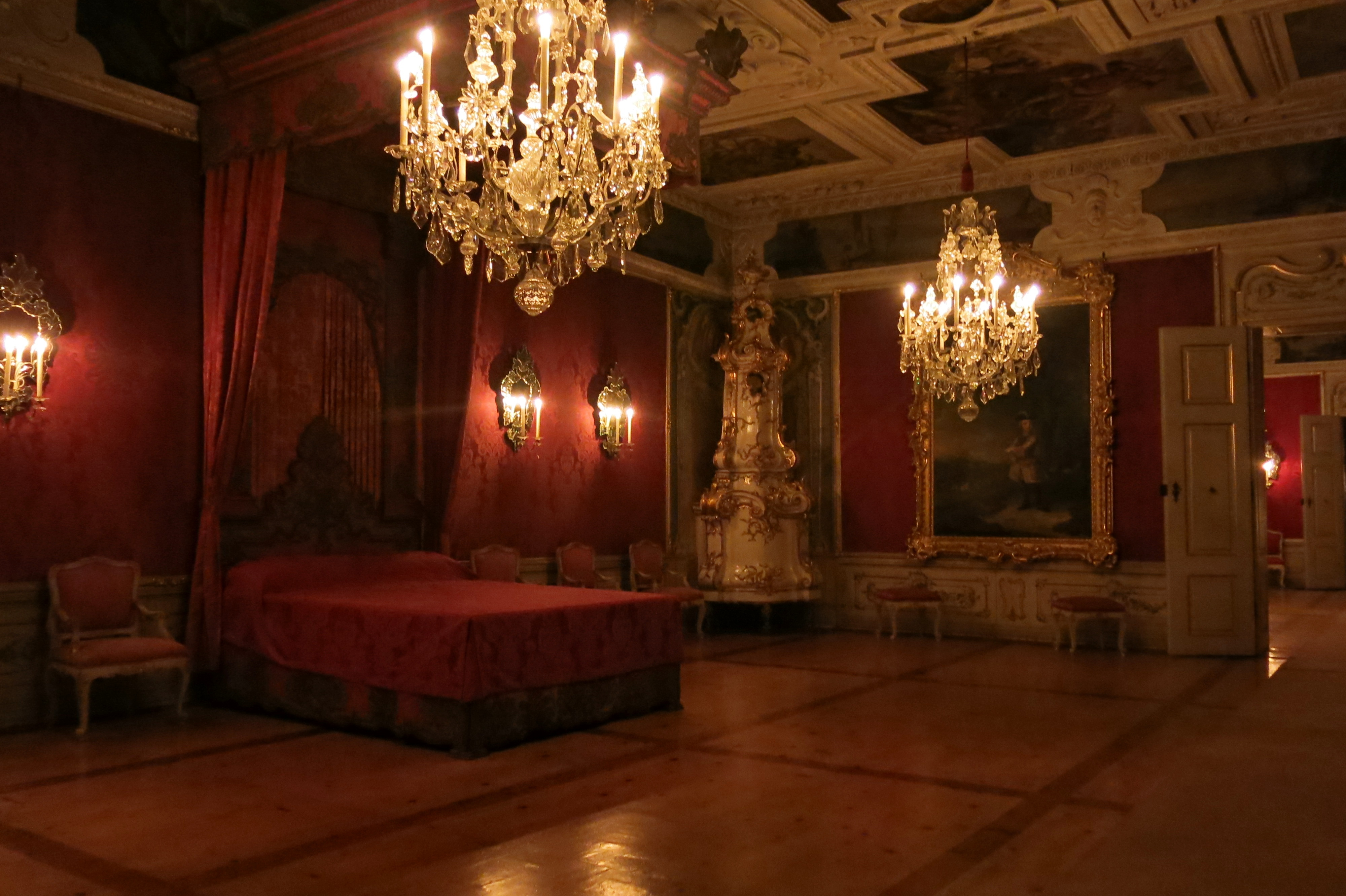

## La sala dei pianeti

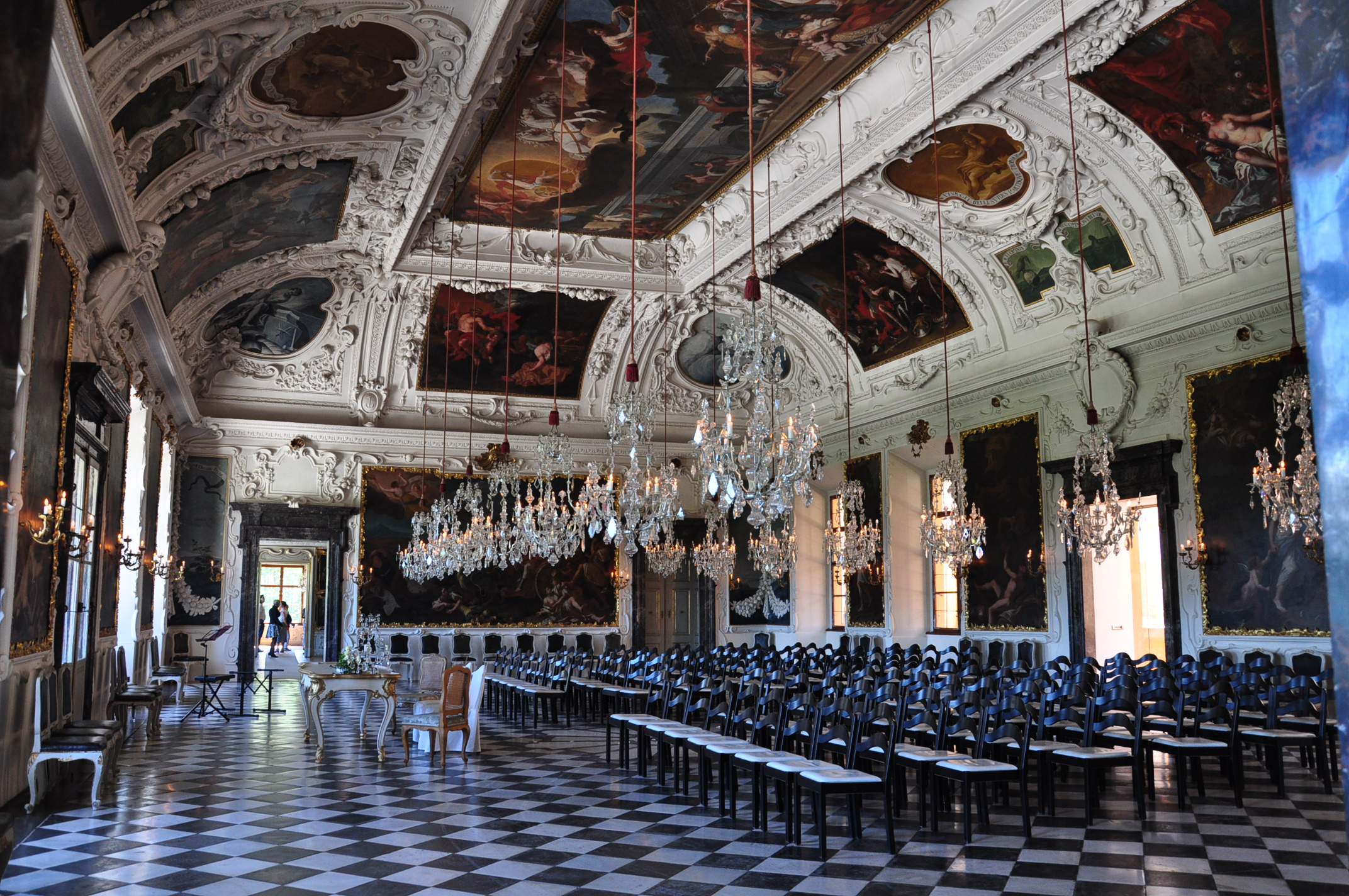
La Sala dei Pianeti.

La sala dei pianeti, contenente un ciclo di dipinti del primo barocco, è opera del pittore salisburghese Hans Adam Weissenkircher, che l'eseguì tra il 1678 e il 1685.

I dipinti, di valore simbolico, collegano i 7 pianeti conosciuti all'epoca con i 12 segni zodiacali che dominano il destino umano e il tempo e con le idee filosofiche riguardanti lo sviluppo dell'anima umana che viene purificata dal piombo di Saturno diventando l'oro del Sole e con i membri della famiglia degli Eggenberg che, rappresentati insieme ai simboli del loro stemma, regnano sul cielo e sulla terra nell'universo da essi creato.

## Il giardino

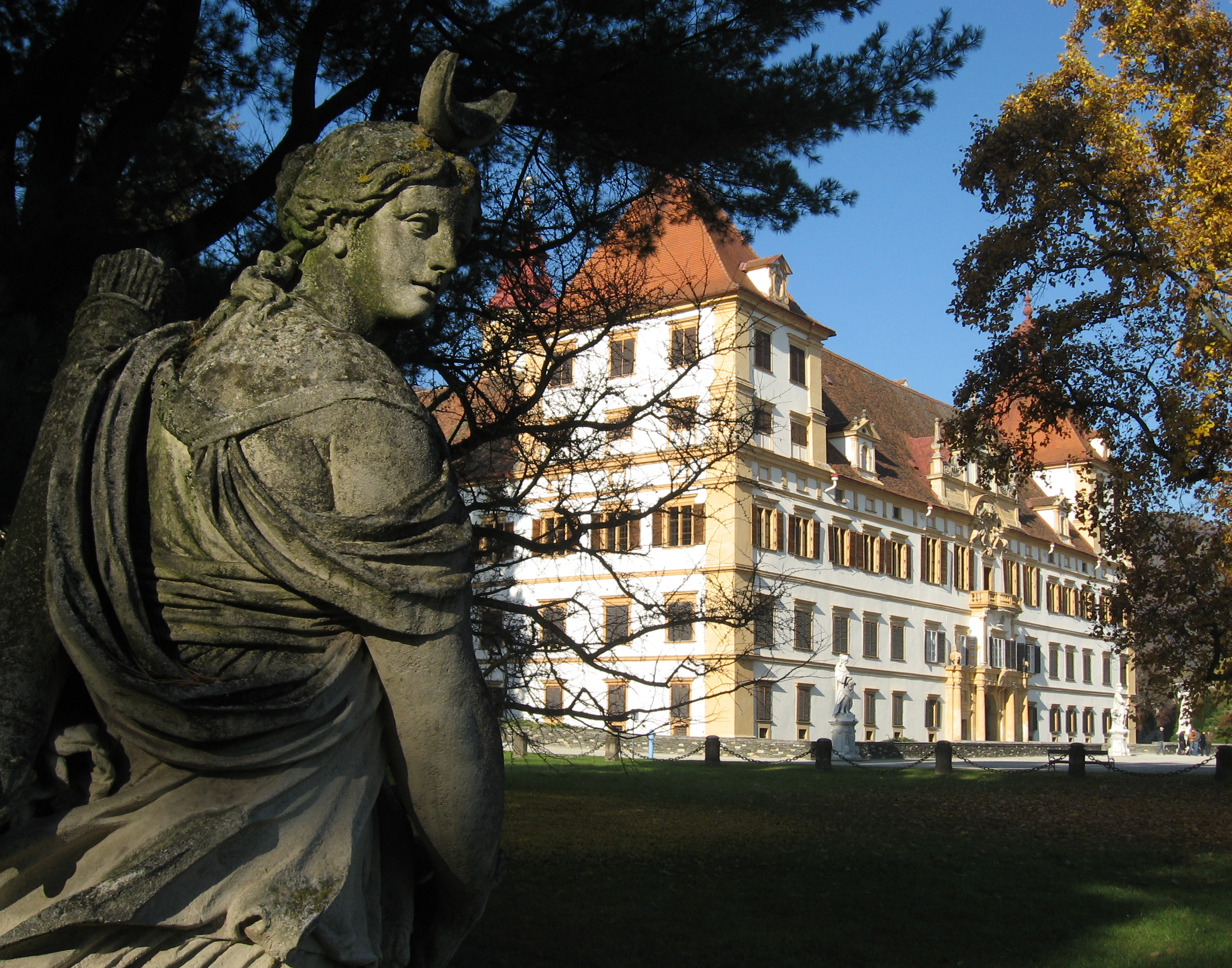

Il giardino alla francese barocco, che nel XVIII secolo circondava il castello con ricche aiuole ornamentali, labirinti ed alte siepi, conserva oggi solo alcune statue decorative e un grazioso padiglione.
Attualmente il castello si trova in mezzo ad un ampio giardino all'inglese che fu impiantato dopo il 1820 e che con il suo ricco patrimonio arboreo è uno dei monumenti naturali più preziosi del paese.

Un progetto a lungo termine per il restauro del parco mira al completamento di ciò che nel corso dei secoli è andato perso.

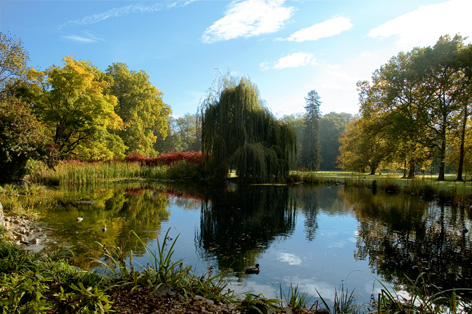
Il giardino
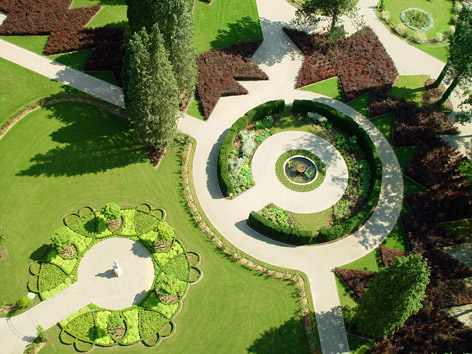
Il giardino dei pianeti